# Nairobi County
Nairobi County ist ein County in Kenia. Es ist deckungsgleich mit der Stadt Nairobi und hatte bis 2013 den Status einer Provinz. Im Nairobi County lebten 2019 4.397.073 Menschen auf 704 Quadratkilometern. Damit ist es das kleinste und zugleich bevölkerungsreichste County des Landes. Gemeinsam mit den Counties Kiambu, Murang’a, Kajiado und Machakos bildet es die Metropolregion Nairobi mit etwa 10 Millionen Einwohnern.

## Bevölkerung
Aufgrund von Zuwanderung aus allen Teilen des Landes erlebt Nairobi ein schnelles Wachstum als städtisches Zentrum. In Nairobi leben deshalb Volksgruppen aus ganz Kenia sowie kleinere Minderheiten asiatischer, arabischer und europäischer Abstammung. Christen bilden die größte Religionsgruppe, gefolgt von Muslimen.
Im sozioökonomischen Entwicklungsniveau liegt Nairobi weit vor dem Rest des Landes. 2014 betrug die Fertilitätsrate 2,7 Kinder pro Frau. Die Alphabetisierungsrate betrug 96,5 Prozent bei Frauen und 98,6 Prozent bei Männern zwischen 15 und 49 Jahren.

## Wirtschaft
Nairobi ist ein wichtiges Wirtschaftszentrum in Kenia und Ostafrika und erbringt etwa 20 Prozent der gesamten Wirtschaftsleistung des Landes und einen großen Teil der industriellen Produktion.
2017 lag das BIP pro Kopf im County bei 317.700 Kenia-Schilling (etwa 6344 Internationale Dollar) und belegte damit Platz 3 unter den 47 Counties des Landes.